# Mykola Kowaltschuk
Mykola Kowaltschuk (englisch Mykola Kovalchuk;  ukrainisch Ковальчук Микола Миколайович; * 17. April 1984 in Iwano-Frankiwsk, Ukraine) ist ein ukrainischer Jurist, Insolvenzverwalter, und Funktionär im Bereich des Profiboxens. Er ist Gründer und Präsident des offiziellen ukrainischen Vertretungsbüros des World Boxing Council Ukraine (WBC). Darüber hinaus engagiert er sich im sozialen Bereich als Geschäftsführer der wohltätigen Organisation „WBC Cares Ukraine“.

## Karriere
Seit 2021 ist Mykola Kovaltschuk Präsident des ukrainischen Büros des World Boxing Council (WBC) – einer der führenden internationalen Boxverbände mit Vertretungen in 178 Ländern. Gleichzeitig fungiert er als Geschäftsführer der Wohltätigkeitsorganisation „WBC Cares Ukraine“, die sich für benachteiligte Bevölkerungsgruppen einsetzt.
Er ist zudem Mitglied des Aufsichtsrats der Nationalen Liga des Profiboxens der Ukraine und war an der Organisation des Friedensgipfels 2024 in der Schweiz beteiligt, in Zusammenarbeit mit dem Büro des Präsidenten der Ukraine und dem Ministerium für Jugend und Sport der Ukraine.